# José Luis Munguía
José Luis Munguía Linares (Chalchuapa; 28 de octubre de 1959-Santa Ana; 24 de marzo de 1985) fue un futbolista salvadoreño que jugaba como portero.
Murió en 1985 tras sufrir heridas graves tras un fuerte accidente automovilístico.

## Trayectoria
Apodado "El Halcón", jugó toda su carrera en el club salvadoreño FAS de Santa Ana. Con FAS, ganó cuatro veces el Campeonato Salvadoreño en 1978, 1979, 1981 y 1984 y la Copa de Campeones Concacaf de 1979.

## Selección nacional
Estuvo en la convocatoria del Mundial de 1982. Durante el Mundial organizado en España, no juega ningún partido.
Jugó cinco partidos como parte de las eliminatorias para el Mundial de 1986.  contra Puerto Rico, Surinam y Honduras.

### Participaciones en Copas del Mundo
| Mundial                        | Sede   | Resultado    |
| ------------------------------ | ------ | ------------ |
| Copa Mundial de Fútbol de 1982 | España | Primera fase |

## Palmarés

### Títulos nacionales
| Título           | Equipo | País        | Año     |
| ---------------- | ------ | ----------- | ------- |
| Primera División | FAS    | El Salvador | 1977-78 |
| Primera División | FAS    | El Salvador | 1978-79 |
| Primera División | FAS    | El Salvador | 1981    |
| Primera División | FAS    | El Salvador | 1984    |

### Títulos internacionales
| Título                           | Equipo | País        | Año  |
| -------------------------------- | ------ | ----------- | ---- |
| Copa de Campeones de la Concacaf | FAS    | El Salvador | 1979 |